# D.J. Richardson
Dietrich James „D.J.” Richardson (ur. 11 lutego 1991 w Peorii) – amerykański koszykarz, występujący na pozycji rzucającego obrońcy.
W 2009 został wybrany przez magazyn Parade do IV składu najlepszych zawodników amerykańskich szkół średnich (All-American).
10 listopada 2017 został zawodnikiem BM Slam Stali Ostrów Wielkopolski. 17 stycznia 2018 opuścił klub za porozumieniem stron. 26 lutego podpisał umowę z greckim Ariesem Trikalla.
1 sierpnia 2018 zawarł kontrakt z francuskim Aix-Maurienne Savoie Basket, występującym w lidze Pro B (II liga francuska).

## Osiągnięcia
Stan na 26 lutego 2018, na podstawie, o ile nie zaznaczono inaczej.
NCAA
- Uczestnik II rundy turnieju NCAA (2011, 2013)
- Najlepszy pierwszoroczny zawodnik Big 10 (2010)[7]
- MBP turnieju Cancun Challenge Riviera Division (2012)
- Zaliczony do:
  - I składu:
    - najlepszych pierwszorocznych zawodników Big 10 (2010)
    - turnieju Maui Invitational (2013)

  - III składu Big 10 (2013)

Drużynowe
- Mistrz Finlandii (2016)

Indywidualne
- MVP finałów ligi fińskiej (2016)
- Zaliczony do I składu ligi fińskiej (2016)